# ドス (バンド)
ドス (Dååth)は、アメリカ合衆国のデスメタルバンド。バンド名のDååthは、旧約聖書中の生命の樹におけるセフィラの内、隠されたセフィラであるダアト (Da'at, 「知識」の意)に由来し、本来はヘブライ語でדעתと綴られる。バンド名は、それをラテン文字に転写したものである。

## 略歴
1990年代初めごろに、バンド・リーダーとなるイアル・レヴィ (G)とマイク・キャメロン (Key)が出会い、セッションを行ったり、曲作りを行うようになる。ただし、バンドを結成した訳ではなかった。この頃は、スラッシュメタルやデスメタル、ブラックメタルから影響を受けていた。
その後、イアルとマイクはバークリー音楽大学へと進学。在学中に、ダートナップ (Dirtnap)というスラッシュメタルバンドを結成。3年間程、大学生活と並行しながらバンド活動を行う。このバンドには、ショーン・フェイバー (Vo)が加入している。バンド活動に専念するために、イアル、マイク、ショーン共々バークリー音楽大学を中途退学。バークリー音楽大学のあるマサチューセッツ州ボストンから、ジョージア州アトランタに拠点を移してバンド活動を本格化。この時期にバンド名を、ドス (Dååth)に改めている。クリス・デール (B)、エリック・サンダース (Ds)を加えて、2004年に自主制作で1stアルバム『Futility』をリリースする。クリスとエリックはリリース前後に脱退しているが、元々セッション参加だったのかは判然としない。同年に、エミル・ウェスラー (G)とジェレミー・クレーマー (B)が加入。この録音の時期に、後に正式ドラマーとなるケヴィン・タリー (Ds)と出会っている。出会った当初から、エリックの後任として加入を要請していたが、なかなか実現できず、エリック脱退後のドラマーは、コーリー・ブリューワ (Ds)やマシュー・"マット"・エリス (Ds)らが参加するなど流動的な状態が続いた。
2005年頃から、レコード会社との契約を得るためにアルバム制作に取り掛かる。契約目的で制作されたアルバムは、『The Hinderers』と題され、全10曲であった。このプロモーション・アルバムによって大手レコード会社のロードランナー・レコードと契約するに至る。契約後、この『The Hinderers』を1stアルバムとしてリリースすることが決定し、リミックスと新曲3曲のレコーディングが行われた。このレコーディングの頃に、正式ドラマーのケヴィン・タリーが加入している。2007年に2ndアルバム『The Hinderers』をリリースし、メジャーデビュー。ドラマーが流動的だったことから、同アルバムでは曲によってにドラマーが異なり、エリック、マット、ケヴィンの3人がドラムを叩いている。このアルバムは、ビルボードのヒートシーカーズ・チャートで49位にランクインし、オズフェストやサマー・スローター・ツアーにも参加した。同年秋には、EXTREME THE DOJO Vol.18で初来日も果たしている。
日本から帰国後、フロントマンのショーンが解雇される。この解雇自体は、来日前に決定していた。セッションメンバーを経て、ショーン・Z (Vo)が2008年初めに加入。更にこの頃に、マイクも脱退した。キーボーディストの補充はなかった。その後、センチュリー・メディア・レコードへ移籍。2009年に3rdアルバム『The Concealers』、2010年に4thアルバム『Dååth』をリリースした。2013年現在は、センチュリー・メディア・レコードを離脱している模様。
4thアルバムリリース後から活動が停滞するようになり、2010年代中盤以降は事実上の活動休止状態が続いた。2021年の年末ごろより、活動再開を仄めかす投稿が公式Facebookページに投稿されるようになった。2022年5月には、活動再開の報道がなされた。インタビューに応じた、ショーン・Zは、自身とイヤル・レヴィは活動再開後も参加するものの、活動休止前のドラマー、ケヴィン・タリーが不参加となったこと、残るエミル・ウェスラーとジェレミー・クレーマーの参加は不透明とされた。不在のドラマーには、セプティックフレッシュのドラマーであり、デヴィン・タウンゼンドなどでライヴドラマーを務めるクリム (Ds)が参加したものの、結局、同年8月にウェスラーは活動再開に参加しないことになった旨が発表された。同年中に新曲のレコーディングが行われ、12月にはイアル、ショーンに加えてジェシーとクリムの4名の連名で本格的に活動を再開する声明が発表された。2023年2月、復活策となるシングル「No Rest, No End」がメタル・ブレイド・レコーズから発表され、ラインナップが、ショーン・Z (Vo)、イアル・レヴィ (G)、ジェシー・ズレッティ (Syn,Orchestration,G)、クリム (Ds)の4名となっていることも発表された。なお、個別に脱退の発表はなかったが、ベーシストのクレーマーも再結成には参加しておらず、セッションメンバーとしてデイヴ・マルヴリオ (B)が参加し、そのまま正式メンバーとして加入した。2023年9月に、元オブスキュラのラファエル・トルヒーリョ (Lead G)が加入した。2024年5月、復活作となる5thアルバム『The Deceivers』をリリースした。
日本では、『The Hinderers』がロードランナー・ジャパン、『The Concealers』と『Dååth』がアヴァロン・レーベルからリリースされている。
2010年には、ギタリストのイアル・レヴィとエミル・ウェスラーの2人が中心となり、インストゥルメンタル・プログレッシブ・メタルバンド、レヴィ/ウェスラー(Levi/Werstler)を結成。アルバムをリリースしている。

## メンバー

### 現メンバー
- ショーン・Z (Sean Zatorsky) - ボーカル (2008年 - 2013年、2021年 - 現在)

シンセイナム、キマイラなどでも活動。
- ラファエル・トルヒーリョ (Rafael Trujillo) - リードギター (2023年 - 現在)

オーストリア出身。オブスキュラ、オブシディアスでも活動。
- イアル・レヴィ (Eyal Levi) - ギター (2000年 - 2013年、2021年 - 現在)

父はクラシック音楽指揮者として著名なヨエル・レヴィ。ヨエルは、イングヴェイ・マルムスティーンと共演している。ヨエルはチェコ・フィルハーモニー管弦楽団を指揮し、「エレクトリック・ギターとオーケストラのための協奏組曲 変ホ短調『新世紀』」という楽曲をイングヴェイと発表している。ヨエルがヘヴィメタル・ミュージシャンと共演することになったのは、イアルからの影響もあるという。
- デイヴィッド・"デイヴ"・マルヴリオ (David "Dave" Marvuglio) - ベース (2023年 - 現在)

2021年の活動再開後よりセッションメンバーとして参加していたが、そのまま正式加入した。レッサー・グロウなどで活動。
- ジェシー・ズレッティ (Jesse Zuretti) - シンセサイザー、オーケストレーション、ギター (2022年 - 現在)

バイナリー・コードでも活動。
- ケリム・"クリム"・レヒナー (Kerim "Krimh" Lechner) - ドラムス (2022年 - 現在)

オーストリア出身。セプティックフレッシュ、ディキャピテイテッド、アクト・オヴ・デナイアル、エボンクラウン、ソーンズ・オヴ・アイヴィーなどのバンドの他、ソロ名義などでも活動。ライヴセッションで、デヴィン・タウンゼンド、ハラキリ・フォー・ザ・スカイ、ベヒーモス、レデンプター、ヴェサニアなどにも参加経験がある。

### 旧メンバー
- ショーン・フェイバー (Sean Farber) - ボーカル (2006年 - 2007年)
- サム・クアドラ (Sam Cuadra) - ギター (2004年)
- エミル・ウェスラー (Emil Werstler) - ギター (2004年 - 2013年)

キマイラでも活動。アンアースのライヴにギタリストとして参加したことがある。
- クリス・デール (Kris Dale) - ベースギター (2004年)
- ジェレミー・クレーマー (Jeremy Creamer) - ベース(2004年 - 2010年)

キマイラでも活動。
- マイク・キャメロン (Mike Kameron) - キーボード、ボーカル (2000年 - 2008年)
- エリック・サンダース (Eric Sanders) - ドラムス (2004年)
- コーリー・ブリューワ (Corey Brewer) - ドラムス (2004年)
- ランス・ホスキンス (Lance Hoskins) - ベースギター (2004年)
- マシュー・"マット"・エリス (Matthew "Matt" Ellis) - ドラムス (2004年 - 2005年)
- ケヴィン・タリー (Kevin Talley) - ドラムス(2006年 - 2010年)

キマイラやダイイング・フィータス、ヘイト・エターナル、ミザリー・インデックス、サフォケイションなどでも活動。

## ディスコグラフィ

### スタジオアルバム
- 2004 Futility
- 2007 ザ・ヒンダラーズ The Hinderers
- 2009 ザ・コンシーラーズ The Concealers
- 2010 ドス Dååth
- 2024 The Deceivers

### EP
- 2007 Dead on the Dance Floor (EP)

### シングル
- 2003 Child Says / Filter (Single)
- 2005 Ovum (Single)
- 2008 Sharpen the Blades (Single)
- 2008 Fecal Finger (Single)
- 2009 The Worthless (Single)